# Jawbreaker (groupe)
Pour les articles homonymes, voir Jawbreaker.
Jawbreaker est un groupe de punk rock et emo américain, originaire de New York. Par la suite basé à San Francisco, il est formé par Blake Schwarzenbach, Adam Pfahler et Chris Baumeister en 1988.
Une de ses marques de fabrique était la voix de Blake Schwarzenbach, à l'origine plutôt rauque, devenue beaucoup plus claire après qu'il eut subi une opération des cordes vocales en 1992 pour en retirer des polypes. Jawbreaker demeure reconnu pour les structures complexes de ses chansons, superposées aux éléments plus classiques issus du punk que sont la prédominance de la guitare et de la batterie. Jawbreaker est également souvent cité comme un précurseur et un groupe jalon dans l'histoire du pop punk ou de l'emo, en raison du côté hybride de sa musique, des paroles écrites par Schwarzenbach et de son influence très importante sur des groupes nés dans la seconde moitié des années 1990.
Le groupe se sépare en 1996 après quatre albums, mais ils jouissent toujours d'un grand prestige au sein des scènes punk et indie, en particulier grâce au charisme et au talent de compositeur de Blake qui a ensuite fondé Jets to Brazil en 1998.

## Biographie

### Débuts etUnfun(1986–1990)
Avant de former Jawbreaker, Blake Schwarzenbach et Adam Pfahler étaient amis d'enfance à Santa Monica (Californie) et camarades à la Crossroads High School. En 1986, ils emménagent à New York pour étudier à l'Université de New York et décident de former un groupe. Cherchant un bassiste, ils affichent un flyer dans leur campus qui attire l'intérêt de Chris Bauermeister. Le trio commence à répéter aux Giant Studios dans le Sixth Avenue avec Schwarzenbach à la guitare et Pfahler à la batterie. « On a passé des heures à se comprendre en jouant », explique Schwarzenbach, « On a essayé plein de trucs avant d devenir qui nous sommes. Je suis content de ne pas avoir [beaucoup] joué sur scène, parce qu'à l'époque j'étais dans ma phase punk hardcore. » Ils jouent avec quelques chanteurs et changent régulièrement de nom avant d'adopter le nom de Rise.
À la fin de 1987, Schwarzenbach, Pfahler, et Bauermeister emménagent à Los Angeles pour se consacre à Rise, aux côtés de l'ami d'enfance de Bauermeister, Jon Liu, au chant. Cependant, l formation change lorsque Schwarzenbach écrit et chante Shield Your Eyes pour la démo du groupe. Bauermeister devra alors annoncer à Liu sa défection du groupe, un moment difficile car les deux amis étant très proches. Shield Your Eyes est la première chanson de Jawbreaker publiée sur la compilation vinyle The World's in Shreds Volume Two au label indépendant Shredder Records. Elle est suivie par un single, Busy, et l'EP Whack & Blite 7" en 1989. Au total, Jawbreaker écrira plus de 20 chansons en 1988 et 1989, la plupart d'entre elles étant publiées sur des compilations ou comme split singles pendant les deux années qui suivent. Le groupe donne son premier concert le 16 mars 1989 au Club 88 de Los Angeles et enregistre son premier album, Unfun, en deux jours à Venice en janvier 1990. Publié chez Shredder, sa sonorité pop punk se distingue par l'intensité vocale et lyrique de Schwarzenbach.
À l'été 1990, Jawbreaker se lance dans la tournée Fuck 90 avec Econochrist, une expérience éprouvante qui causera momentanément la séparation du groupe. Bauermeister coupe les ponts avec Pfahler et Schwarzenbach à leur arrivée au Canada. En conclusion, pendant la tournée, des tensions entre les membres se feront ressentir à tel point qu'ils annonceront leur séparation. Schwarzenbach et Bauermeister reviennent à l'Université de New York pour finir leurs études, et se parleront rarement.

### Relocalisation etBivouac(1991–1992)
Pfahler regrette rapidement cette séparation, alors que Schwarzenbach et Bauermeister se réconcilient à New York. Le trio décide de continuer Jawbreaker et de se relocaliser à San Francisco, où ils avaient gagné le respect des groupes Econochrist et Samiam. En 1991, ils emménagent dans un complexe situé à Mission District. Ils enregistrent leur deuxième album, Bivouac, avec l'ingénieur-son Billy Anderson, et est publié en 1992 par les labels locaux Tupelo Recording Company et The Communion Label. Pfahler décrit l'album comme « varié et ambitieux. »
Pendant la sortie de Bivouac, Schwarzenbach développe une polype logée dans la gorge, qui l'empêchera de chanter sur scène,. Alors que le groupe se dirige vers New York pour s'envoiler vers une tournée européenne, ses cordes vocals lui font sérieusement défaut. Sa condition médicale menaçant sa voix et sa santé, le groupe décide malgré tout d'entamer sa tournée européenne. Alors qu le groupe atteint l'Irlande, le cas de Schwarzenbach empire et le groupe doit arrêter de tourner pour qu'il puisse se faire opérer. Ils terminent leur tournée une semaine plus tard.

### 24 Hour Revenge Therapy(1993–1994)

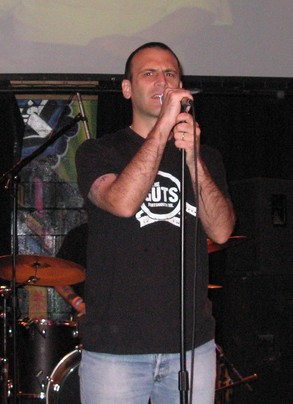
Ben Weasel est l'une des figures de la communauté punk rock à avoir critiqué ouvertement la signature de Jawbreaker à DGC.

Après leur retour à San Francisco, Pfahler et Schwarzenbach se retrouvent sans abri et dorment dans le bus de tournée du groupe pendant une brève période. Ils retrouvent bientôt un toit avec Schwarzenbach qui emménagera près d'Oakland, en Californie, où ils commencent à écrire de nouvelles paroles pour leur troisième album, 24 Hour Revenge Therapy. Jawbreaker traverse Chicago en mai 1993 et enregistre l'album avec l'ingénieur-son Steve Albini. Ils enregistrent d'autres chansons avec Billy Anderson à San Francisco en août, et l'album est publié au début de 1994 chez Tupelo/Communion.
En octobre 1993, avant la sortie de 24 Hour Revenge Therapy, Jawbreaker est demandé de jouer pour Nirvana pendant six dates à leur tournée In Utero. Fans seront révoltés car Jawbreaker — un groupe indépendant apprécié — pourrait signer avec la major label DGC Records, label de Nirvana.
Après la sortie de 24 Hour Revenge Therapy en février 1994, Jawbreaker attire l'intérêt et les offres de labels. Même si le groupe a décidé de se séparer à cause de la fatigue et de la frustration, ils décident de saisir l'opportunité avec pour exemple le succès de leurs pairs Green Day et Jawbox,. Ils font la rencontre de plusieurs labels en un an, et hésitent entre Warner Bros. Records, Capitol Records, et DGC. Ils signent chez DGC pour un contrat d'un million de dollars.

### Dear Youet séparation (1995–1996)
Jawbreaker enregistre son premier album chez une major, Dear You, en février 1995 aux Fantasy Studio à Berkeley avec Rob Cavallo. Les sessions d'enregistrement créent des tensions dans le groupe, en particulier entre Bauermeister et Schwarzenbach. Une semaine après l'enregistrement des morceaux de batterie et de basse, Bauermeister et Pfahler seront absents des sessions et Schwarzenbach continue de travailler sur l'album avec Cavallo.
Le groupe part en tournée en soutien à l'album. L'attitude entre les membres est toujours vive, en particulier entre Bauermeister and Schwarzenbach, who took to traveling in separate vans. Les tensions mèneront à une bagarre à Salem, dans l'Oregon,. À leur retour à San Francisco, le groupe se réunit et décide de se séparer, malgré les réticences de Pfahler.

## Discographie
- 1990 : Unfun
- 1992 : Bivouac
- 1994 : 24 Hour Revenge Therapy
- 1995 : Dear You
- 1999 : Live 4/30/96
- 2002 : Etc. (compilation de morceaux rares et faces B)